# Smithfield Decretals

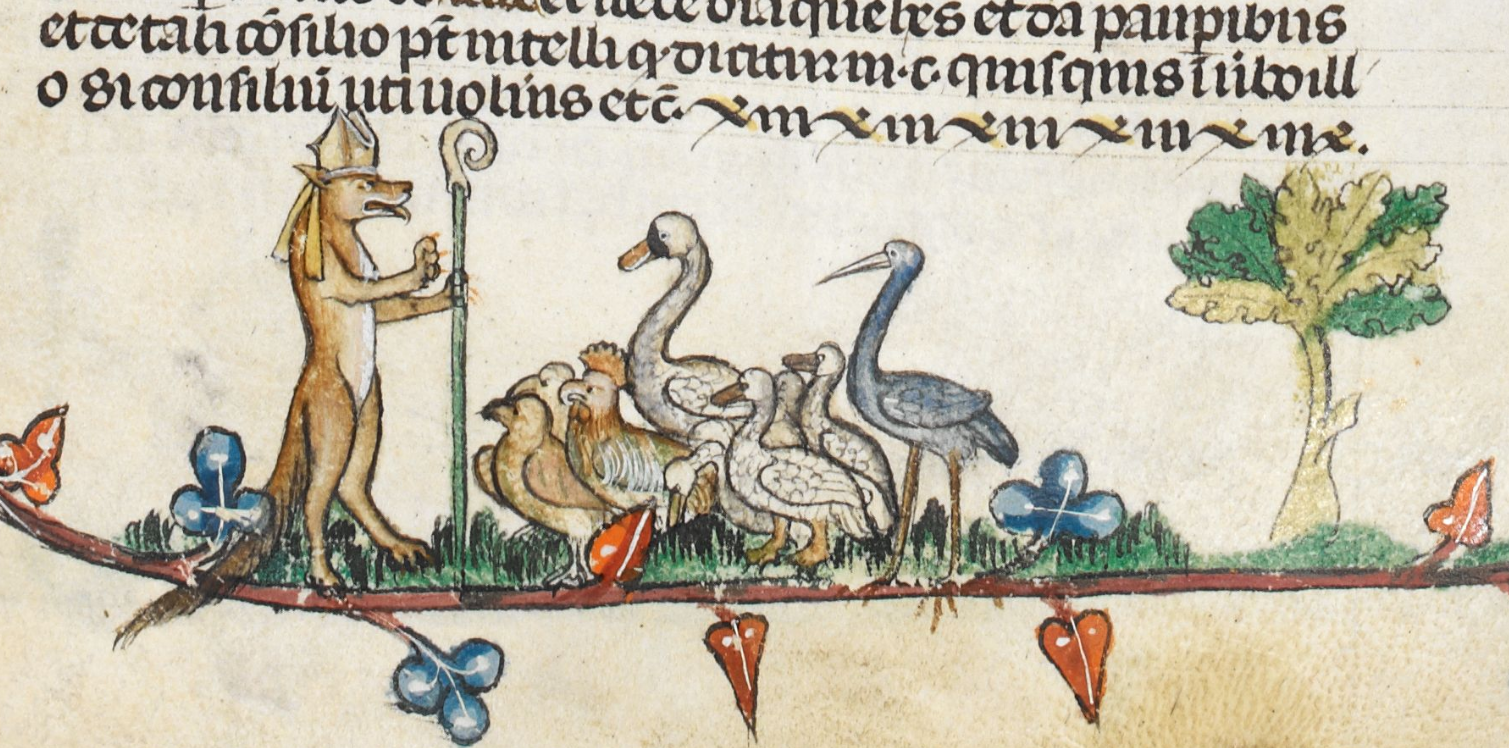
Renart la volpe, in un mondo alla rovescia, predica a oche e ad altri uccelli indossando una mitria e imbracciando il pastorale

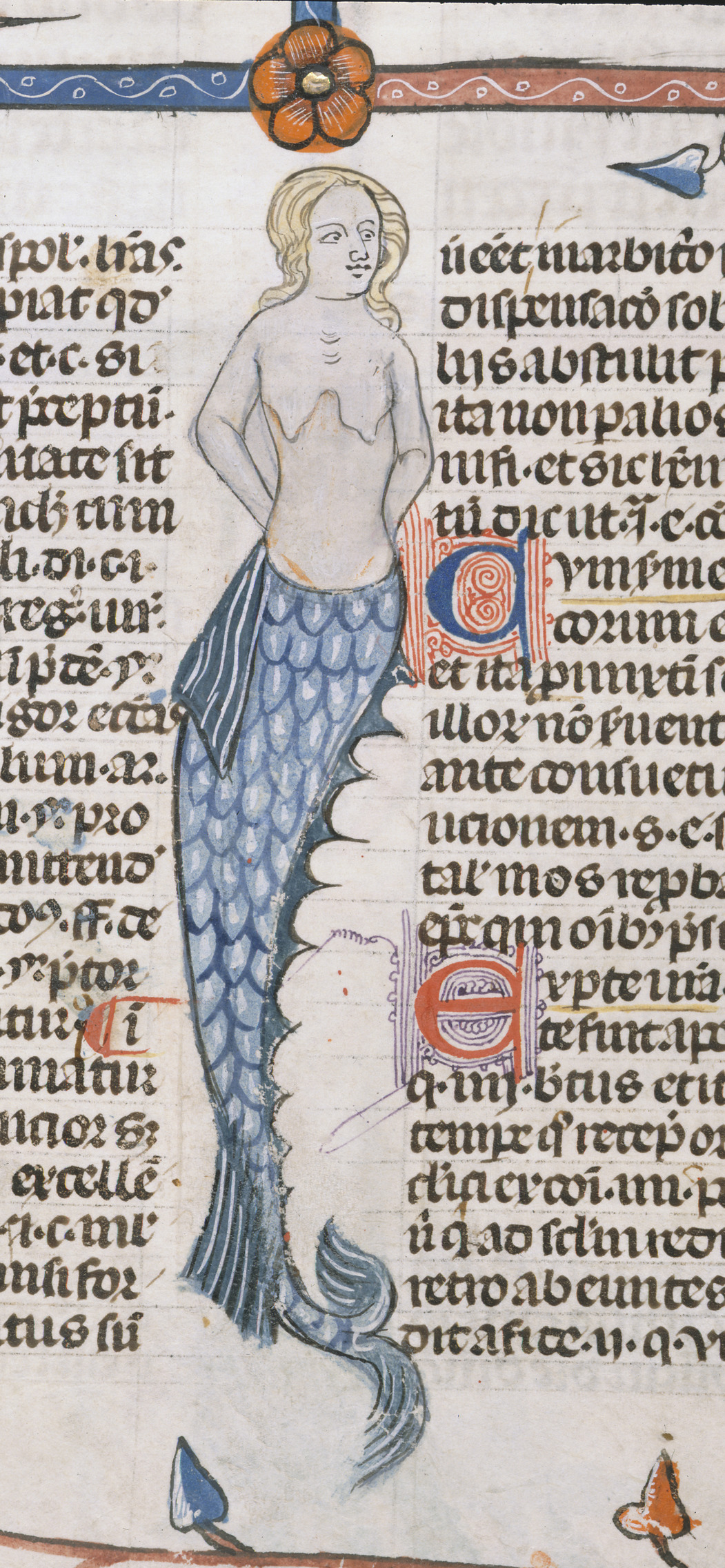
Illustrazione di una sirena tra due colonne del testo

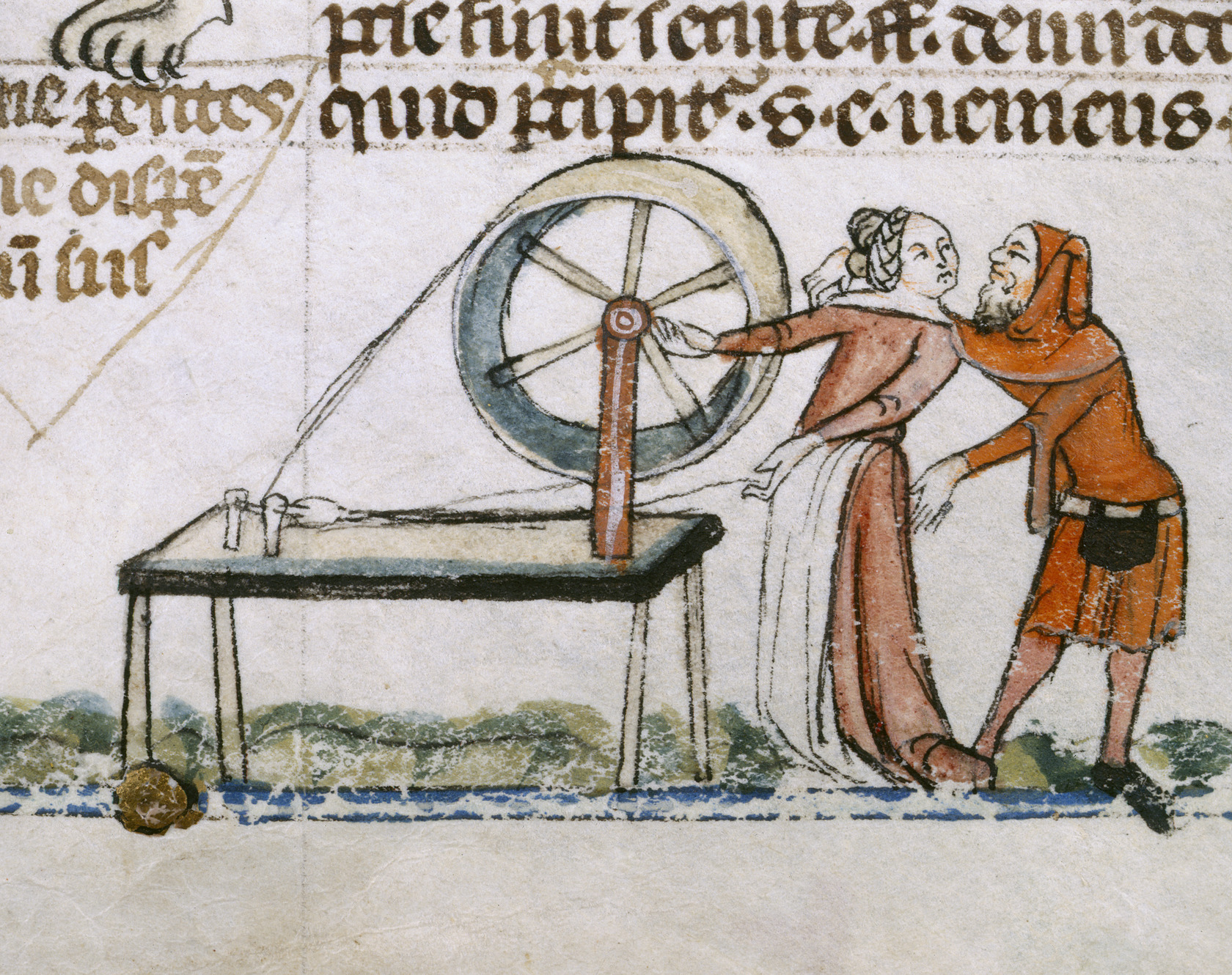
Flirt amoroso di un uomo a una donna intenta all'arcolaio

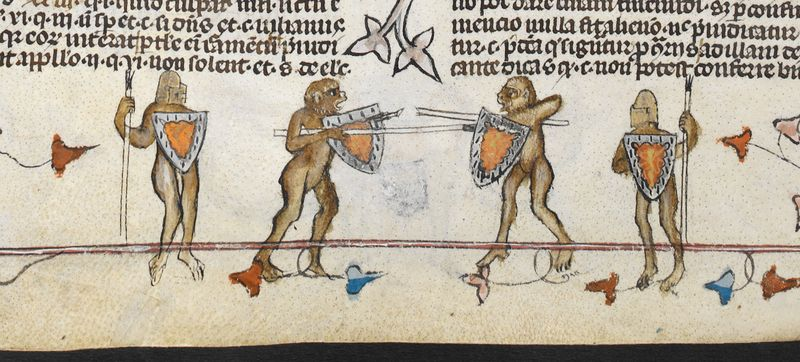
Duello tra due scimmie (f. 75v). Gli scudi riportano lo stemma araldico di John Batayle, probabile committente delle decorazioni

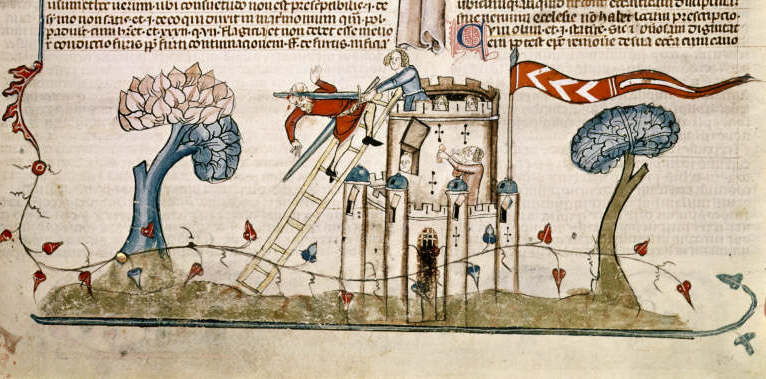
Una donna brandisce una spada in difesa di un castello: l'aggressore precipita dalla scala a pioli col cranio spaccato

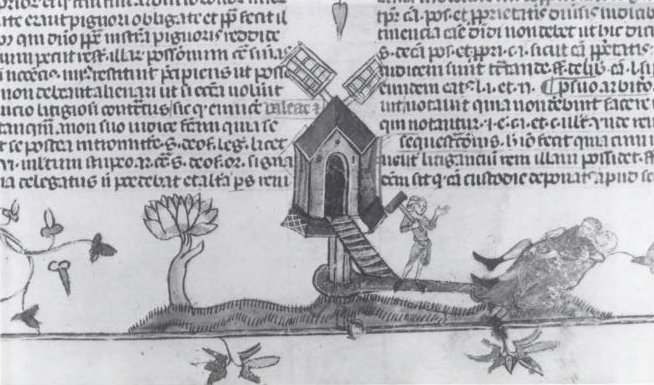
Dettaglio dalla storia dell'eremita ubriaco: il religioso e una donna si abbandonano sul terreno in un rapporto sessuale presso un mulino a vento: dalla scena emerge il mugnaio che si avvicina minaccioso ai due recando in mano un grosso martello

Smithfield Decretals è il titolo in breve che è stato attribuito a un manoscritto miniato medievale su pergamena del XIV secolo, contenente una raccolta di decretali papali. La silloge riprodotta nel codice miniato era stata redatta un secolo prima dal giurista Raimondo di Peñafort (1175 – 1275), per volere di papa Gregorio IX († 1241). Oltre al testo delle decretali, il codice è corredato dalla riproduzione delle glosse marginali del giurista Bernardo da Parma (ca. 1200 – 1266), anch'egli vissuto nel secolo anteriore alla redazione del libro. Di notevole importanza sono le illustrazioni, con pregevoli decorazioni e raffigurazioni, contenenti scene spesso eccentriche e bizzarre, molte delle quali ispirate al tòpos iconografico del "mondo alla rovescia".
Il manoscritto, conservato in Gran Bretagna, fa parte delle collezioni librarie della Royal Library. 
Il nome deriva dalla località di Smithfield, presso Londra, dove ha sede il convento agostiniano della Chiesa di san Bartolomeo il Grande, presso il quale il testo è stato conservato per un certo periodo di tempo. 

## Storia
Il codice membranaceo è il frutto di una complessa operazione redazionale realizzatasi nella prima metà del XIV secolo, in anni compresi, all'incirca, tra il 1300 e il 1340.
Il contenuto principale è una compilazione giuridica del secolo precedente, una silloge di decretali curata da Raimondo di Peñafort (Raymund de Penyafort), giurista di diritto canonico e futuro santo, che realizzò il repertorio non di propria iniziativa ma su commissione impartitagli in modo ufficiale da papa Gregorio IX. La glossa ordinaria riprodotta nel manoscritto si deve, invece, al giurista e glossatore Bernardo da Parma (Bernardo di Botone).
Sebbene il foglio 4r rechi una dedica all'Università di Parigi, si ritiene che, per quanto riguarda la copiatura amanuense del testo e delle glosse, il codice sia stato prodotto nella parte meridionale del territorio della moderna nazione francese (forse a Tolosa, come sembra testimoniato dall'usanza locale di sottolineare i lemmi in giallo). 

### Fasi di realizzazione
L'elaborazione dell'opera, comunque, si completò attraverso due riconoscibili fasi. 

### Francia meridionale
Nella prima delle due fasi, quella francese (come detto, forse tolosana), furono copiati il testo (in due colonne) e le glosse marginali vergate intorno. Furono anche dipinti i 5 capilettera istoriati che fanno mostra al principio della rubrica di ognuno dei libri in cui è diviso l'intero testo. I capilettera sono realizzati a colori su fondo oro (in rosso, con decorazioni a motivi floreali a penna in porpora, o in blu, con decorazioni a penna in rosso).

### Inghilterra meridionale
Nella fase II, compiutasi in Inghilterra, all'inizio del testo fu aggiunto l'indice degli argomenti (Calendarium, ff. 1v-3v), decorato con bordi istoriati a colori e oro. Questa aggiunta si deve, probabilmente, a una commissione di John Batayle, canonico del convento agostiniano della Chiesa di san Bartolomeo il Grande a Smithfield. Il nome del religioso è noto da un lascito testamentario dettato nel 1382 da un altro canonico della stessa chiesa (John Chyshull) e ricorre anche nel 1379, insieme a quello di altri canonici, in un subsidy roll (un documento censuario dei chierici compilato a fini fiscali). Le insegne familiari di Batayle sono pure riprodotte sugli scudi branditi nella scena di duello che vede protagoniste due scimmie, presente in calce al f. 75v.
Nella città di Londra furono aggiunte le oltre 600 bizzarre scene collocate in calce alle pagine. Inoltre, sul margine superiore e tra le colonne del testo, furono dipinte raffigurazioni di figure umane, fiori, mostri, animali, creature ibride, e leggendarie o fantastiche. Il testo fu circondato da una cornice decorativa, mentre le glosse circostanti furono scandite da bordi parziali. La serie di tali scene e decorazioni costituisce una delle caratteristiche più singolari del codice miniato.

## Contenuti
Il documento è di notevole importanza per varie ragioni: oltre che come testimone del contenuto testuale degli atti giuridici papali, di grande interesse sono le pregiate miniature che adornano le pagine, con soggetti e figurazioni di particolare singolarità e bizzarria. 
Altro motivo di interesse risiede nelle glosse ordinarie sui suoi margini, la cui stesura originale si deve al giurista medievale Bernardo da Parma (Bernardo di Botone).
Il manoscritto appartiene alla Royal Collection ed è conservato presso la British Library col nome inventariale di Royal MS 10 E IV e la descrizione di Decretals of Gregory IX with gloss of Bernard of Parma.

## Vicende proprietarie
L'origine del documento, come detto, è nella Francia meridionale. Le vicende inglesi del manoscritto sono legata alla figura di John Batayle, chierico presso il monastero della Chiesa di san Bartolomeo il Grande a Smithfield, allora dell'Ordine di Sant'Agostino. La permanenza a Smithfield del codice è testimoniata, nel XV secolo, da una annotazione in latino apposta dal priore: Liber domus sancti barthomomei in smyth fylde (f. 1v).
Nel secolo successivo, durante il regno di Enrico VIII, lo si ritrova collocato nella Upper Library con il nome di Decretales: sul primo foglio vi si ritrova annotato il numero di catalogato '1059' (f. 1r) attribuitogli nell'inventario del 1542, poi divenuto Royal Appendix 71 nell'inventario del 1666 (annotazione su f. 9v). 
Tre decenni dopo, nel 1698 è nel catalogo della biblioteca del St. James's Palace, con n. 8377, 8378, 8380, o 8388). 
Nel 1757 fu donato da Giorgio II al British Museum, insieme alla Old Royal Library (ora acquisita dalla British Library).